# Савмак
Савма́к (др.-греч. Σαύμακος) — организатор восстания в Боспорском государстве в 108—107 годах до н. э.

## Биография

### Гипотезы о происхождении
В 1938 году С. А. Жебелёвым было выдвинуто мнение о том, что Савмак возглавлял «восстание рабов» на Боспоре, однако эта гипотеза была подвергнута сомнению и к началу 1970-х годов окончательно отброшена. В настоящее время превалирует мнение, что Савмак был представителем династии Тавроскифии, которая находилась в союзных отношениях с Боспором, или представителем скифской верхушки, которая присутствовала на территории Боспорского царства со второй половины V века до н. э. Сам переворот трактуется как попытка захвата власти Савмаком и обычно относится к 108—107 годам до н. э.
Юрий Виноградов предполагал, что Савмак принадлежал к скифской аристократии и мог быть сыном царя Скилура.

### Восстание
Претендуя на боспорский престол, поддержанный местными скифами, Савмак собственноручно убил царя Перисада V, последнего представителя династии Спартокидов, и захватил власть. Мятеж был поддержан западной частью Тавриды, а восточная сохранила верность Понту.
Потерпев поражение от понтийского полководца Диофанта, Савмак был пленён и по приказу Митридата VI Евпатора отправлен в Понтийское царство. Вследствие этого Боспорское царство было подчинено власти понтийского царя.

## Источник
Известен в первую очередь по декрету херсонесцев в честь Диофанта. Посвящённый Савмаку и связанным с переворотом на Боспоре событиям отрывок сообщает следующее:

…когда же скифы с Савмаком во главе подняли восстание и убили выкормившего их (то есть скифов) боспорского царя Перисада, а против Диофанта составили заговор, он, избежав опасности, сел на отправленный за ним гражданами корабль и, прибыв [к нам] и упросив граждан, [а также] имея ревностное содействие [со стороны] пославшего его царя Митридата Евпатора, в начале весны явился с сухопутным и морским войском, а кроме того взял и отборных из граждан на трёх судах и, отправившись из нашего города, взял Феодосию и Пантикапей, виновников восстания наказал, а Савмака, убийцу царя Перисада, захватив в свои руки, выслал в царство Митридата и [таким образом] восстановил власть царя Митридата Евпатора.
— IOSPE. 1/2, 352, перев. В. В. Латышева, с исправлением С. А. Жебелёва и В. В. Струве